# Muurgedicht
Een muurgedicht is een gedicht dat aangebracht is op een muur of gebouw.
Leiden was in Nederland de eerste stad met muurgedichten. Daar zijn ook de meeste teksten te vinden, dankzij het project 'Gedichten op muren'. Het eerste muurgedicht werd in 1992 geplaatst en was van de Russische dichteres Marina Tsvetajeva. Het gedicht De Profundis van Federico García Lorca was in 2005 het 101e muurgedicht, waarna in 2010 weer nieuwe Leidse muurgedichten werden aangebracht.

## Voorbeelden
- In 2004 begon een project in Sofia waar Europese ambassades op een muur in de stad een gedicht uit hun land aanbrachten.
- Schrijver en presentator Abdelkader Benali bracht in 2022 drie muurgedichten in Amsterdam Nieuw-West aan.

## Muurgedichten in diverse steden

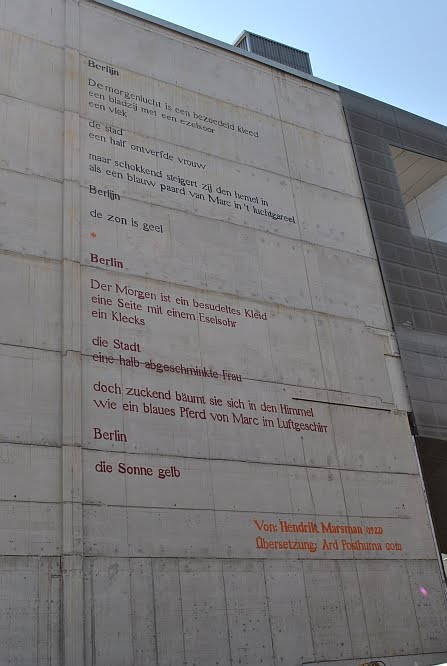
Berlijn Hendrik Marsman
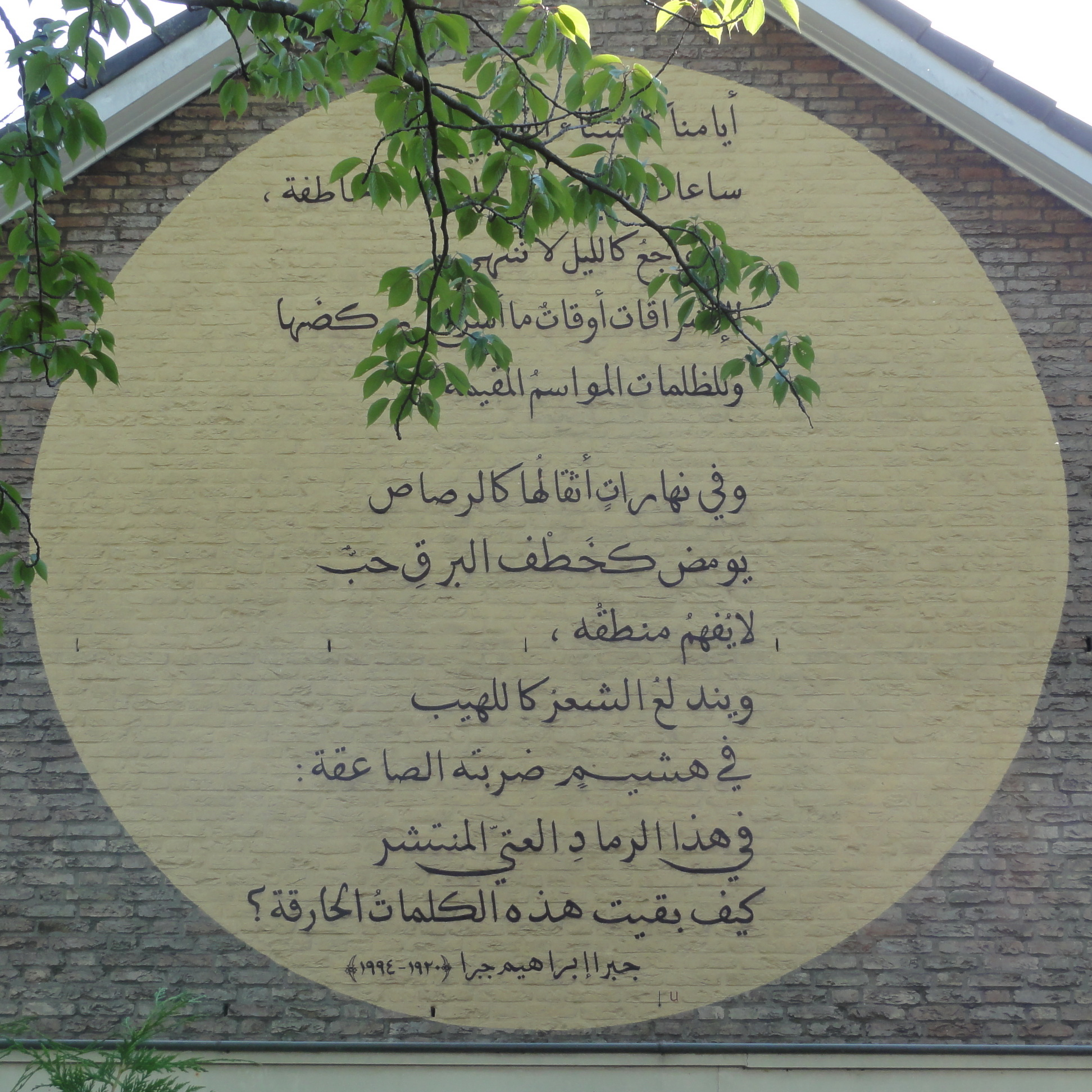
Leiden Jabra Ibrahim Jabra
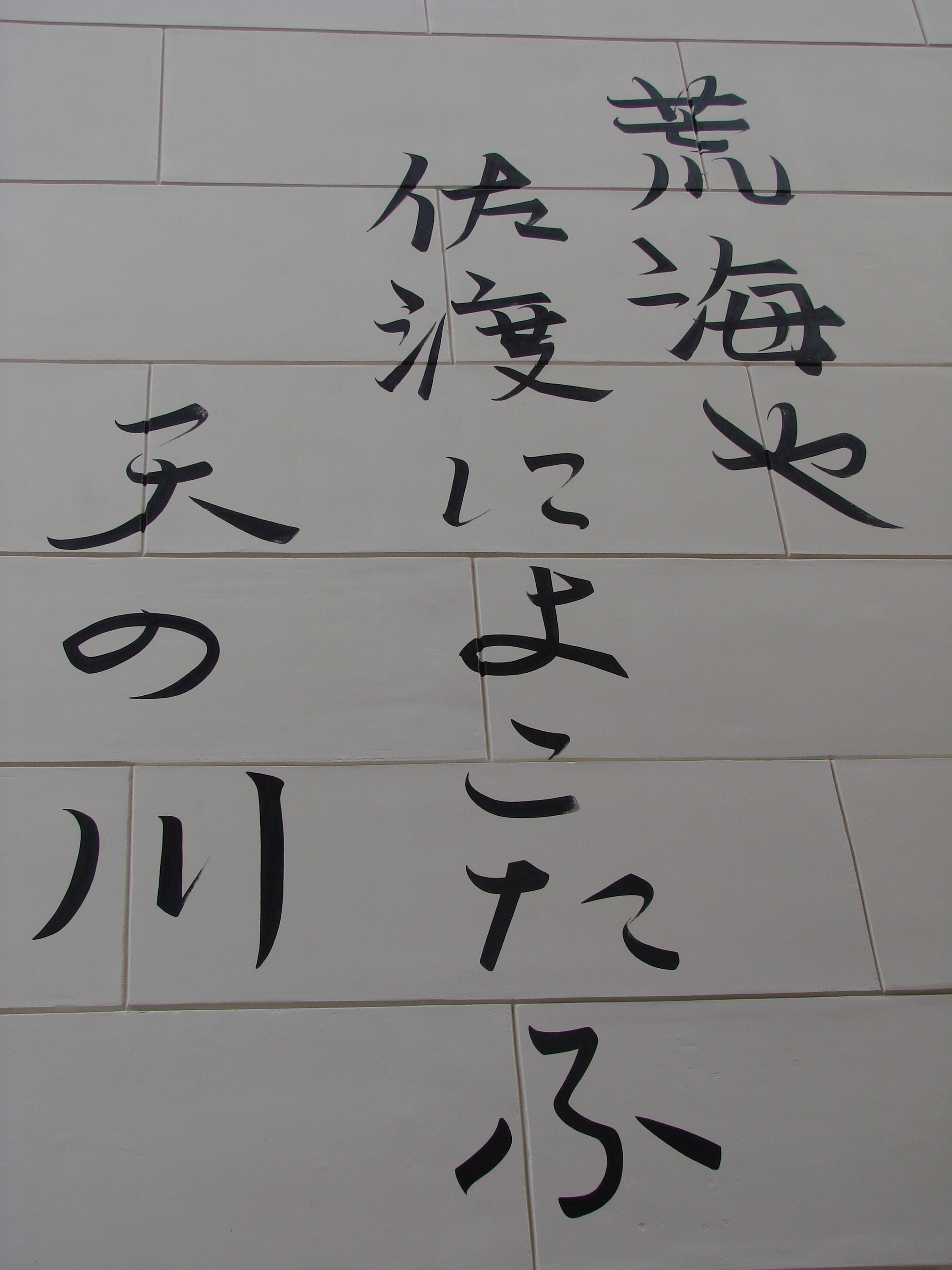
Leiden Een Woedende Zee Matsuo Basho
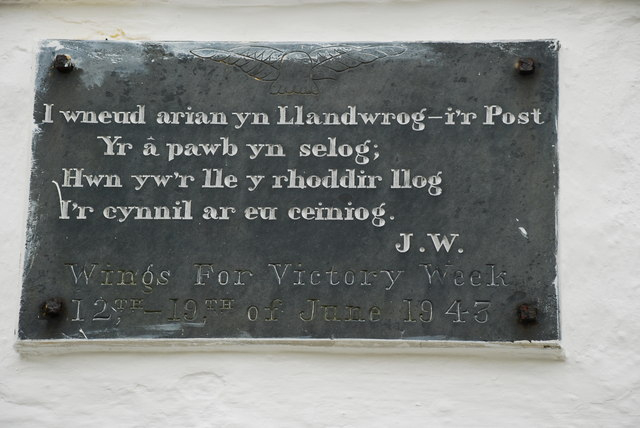
Llandwrog
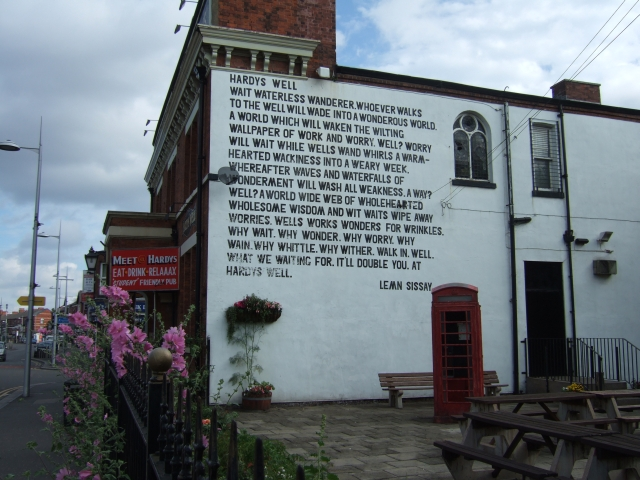
Manchester Lemn Sissay
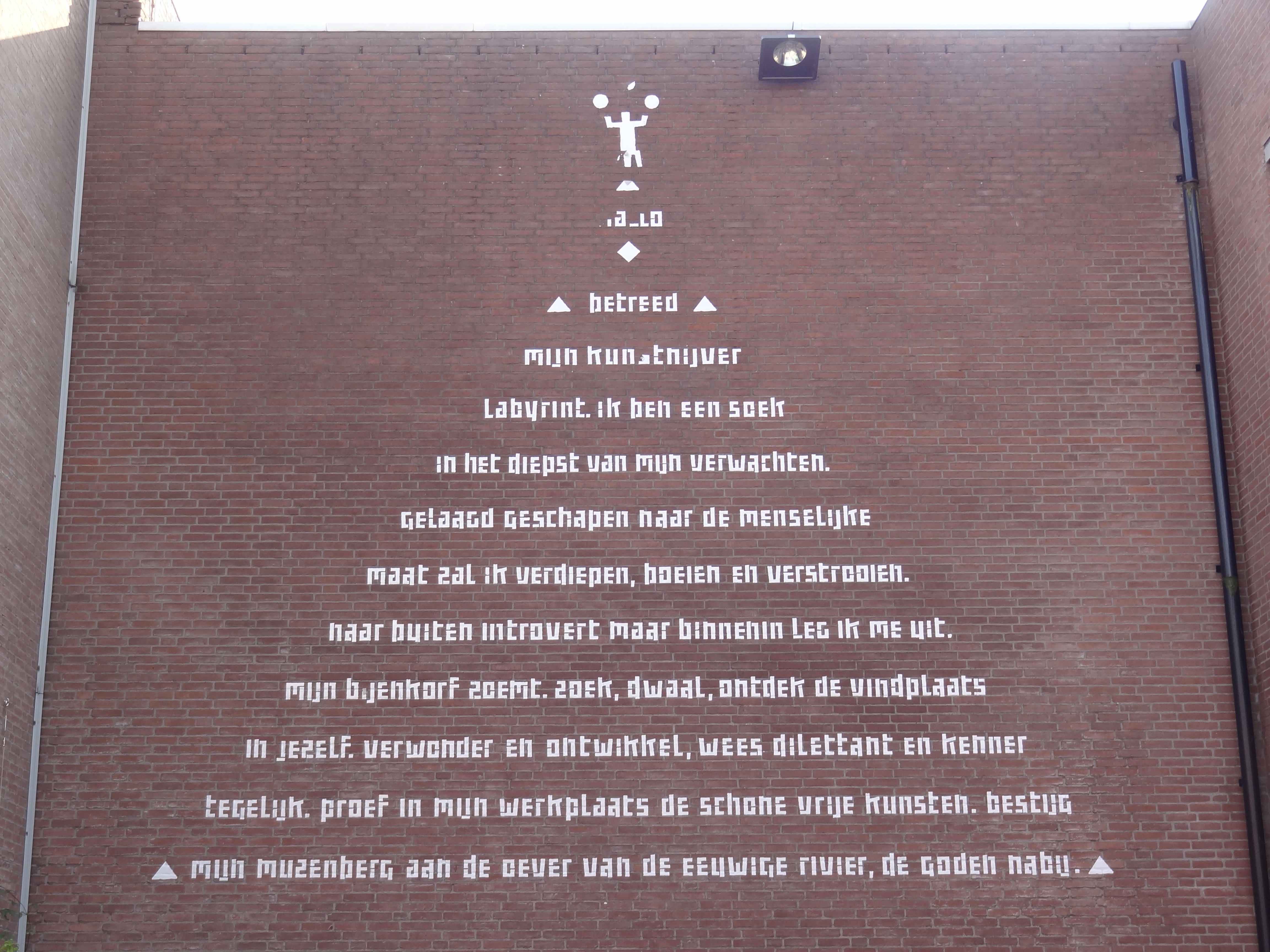
Nijmegen Victor Vroomkoning
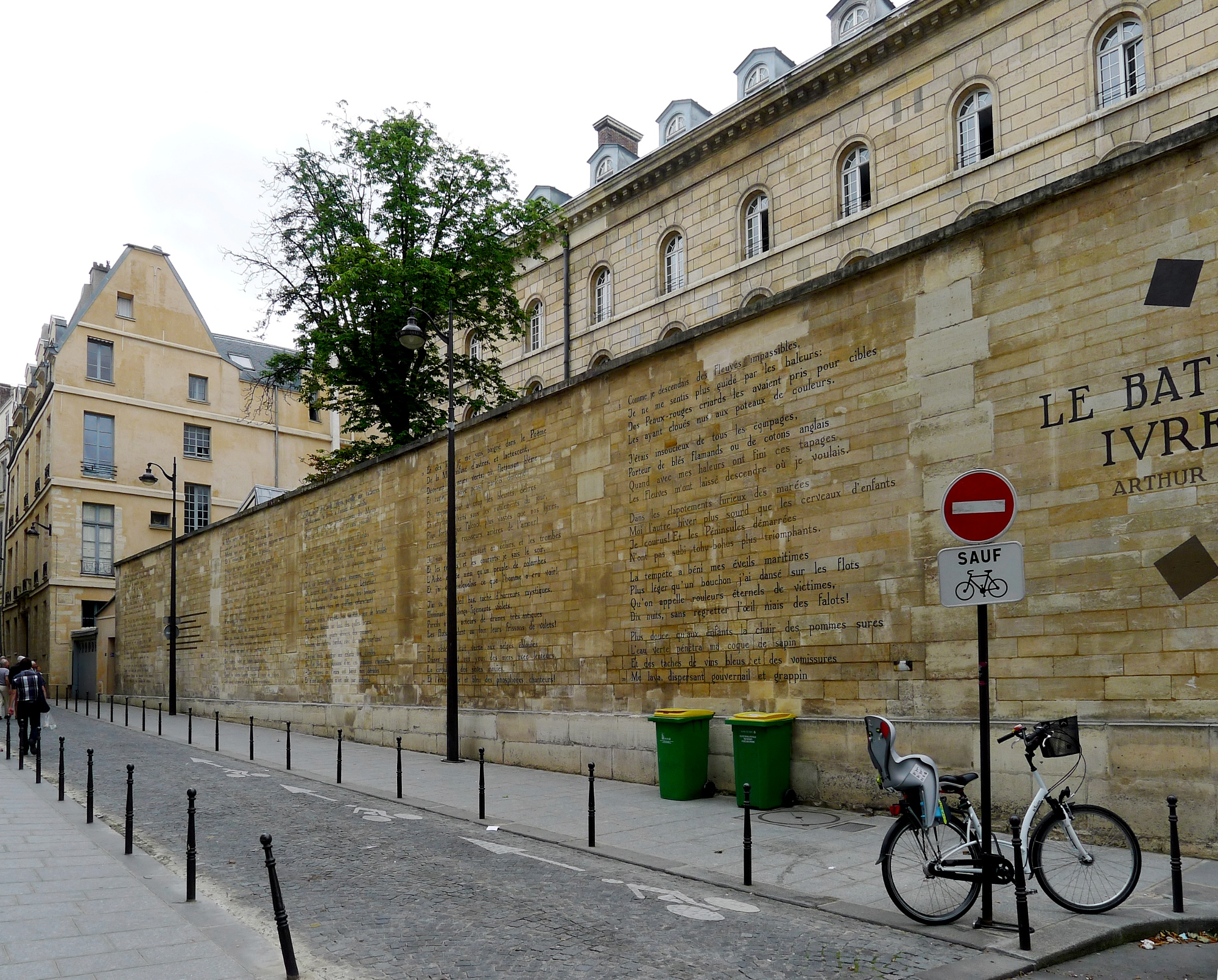
Parijs Arthur Rimbaud
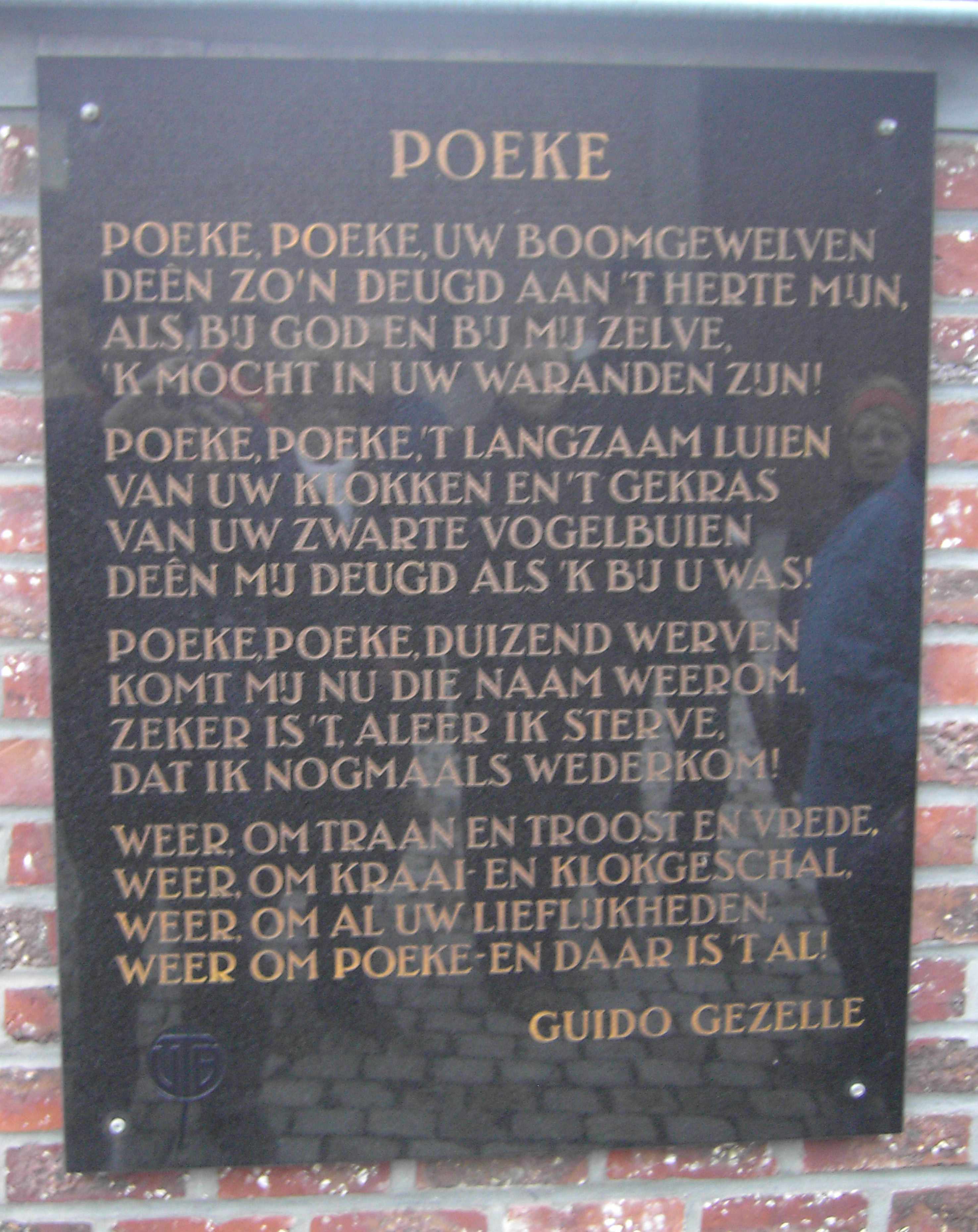
Poeke Guido Gezelle
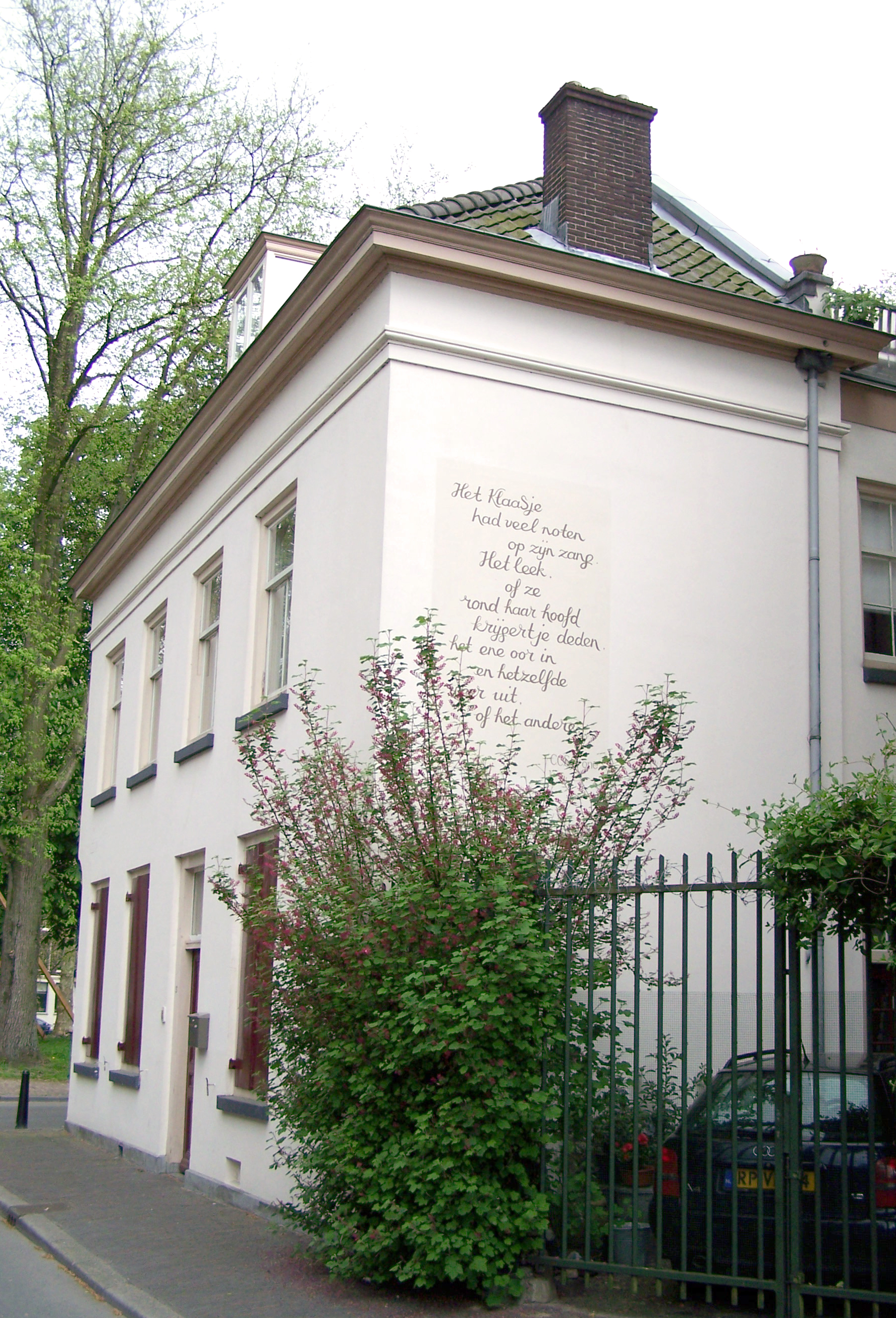
Utrecht C.C.S. Crone
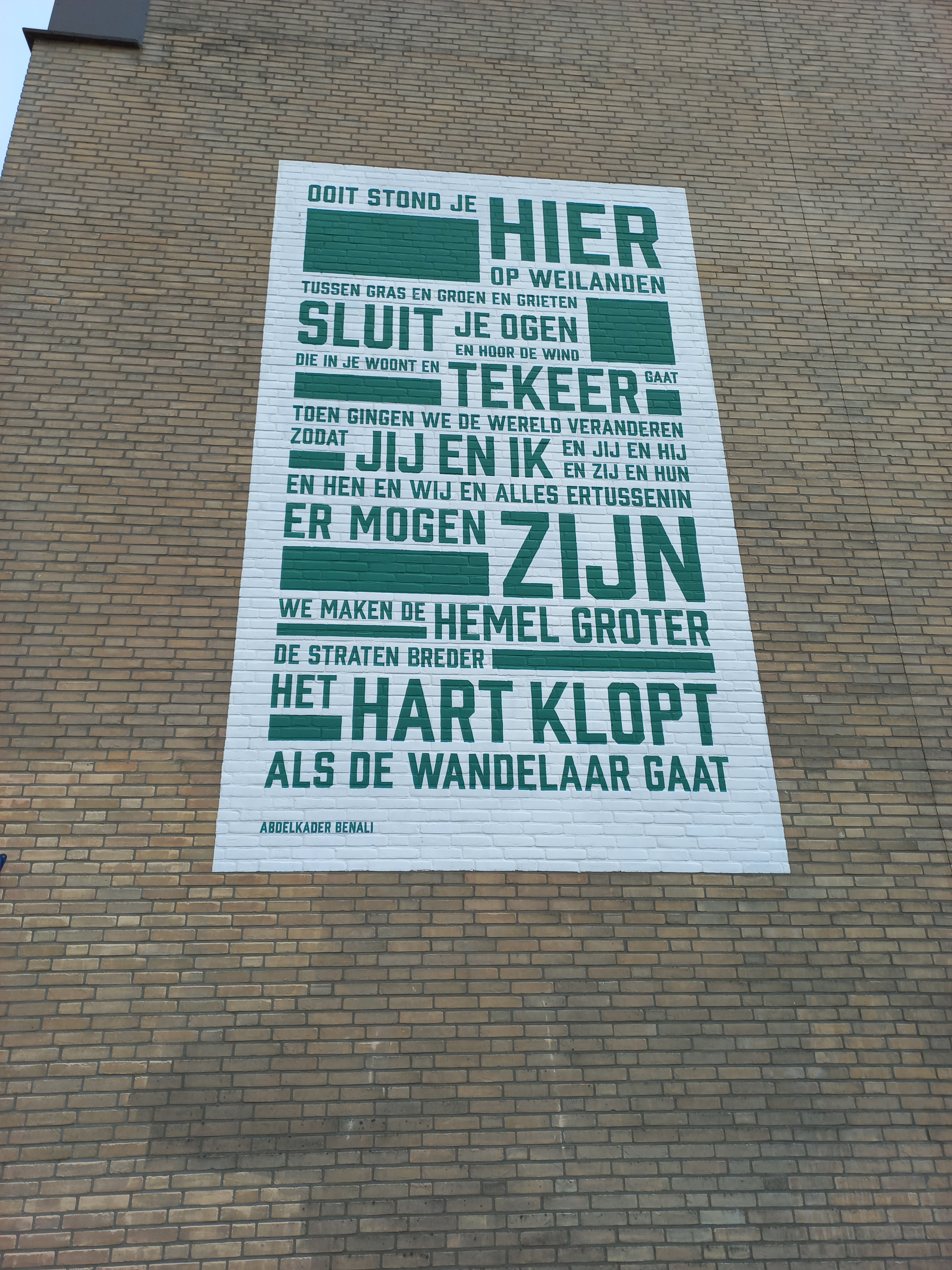
Amsterdam Nieuw-West Abdelkader Benali

## Lijsten van muurgedichten in steden
- Arnhem
- Den Haag
- 's-Hertogenbosch
- Leiden
- Nijmegen

## Websites
- Trouw. Nederlands gedicht siert Sofia, 4 augustus 2009.
- Straatpoëzie. ruim 3000 muurgedichten in Nederland en Belgie, met wandelroutes in tientallen steden  
 daarbij E Zachte. Muurgedichten in Nederland. interactieve kaart